# Анрі Верней
Анрі Верней (фр. Henri Verneuil, справжнє ім'я вірм. Աշոտ Մալաքյան, Ашот Малак'ян, 15 жовтня 1920, Родосто, Османська імперія — 11 січня 2002, Баньоле, Франція) — французький режисер і сценарист вірменського походження. Він розповів про своє дитинство в двох його останніх фільмах, які формують диптих — «Мама» (фр. Mayrig) та «Вулиця Раю, будинок 588» (фр. 588 Rue Paradis). Знімав кримінальні та пригодницькі фільми. За свою кінокар'єру зняв понад 60 фільмів з Жаном Габеном, Івом Монтаном, Аленом Делоном, Жаном-Полем Бельмондо, Омаром Шаріфом та іншими акторами.

## Біографія

### Молодість і навчання
Народився 15 жовтня 1920 року в містечку Родосто, (Туреччина). У 1924 році родина переїхала до Марселю у Франції, де поселилася на вулиці Рай у будинку № 588.
У 1930 році сім'я переїхала до Парижа. 1943 року Ашот закінчив школу мистецтв і ремесел (тепер Національна вища школа мистецтв і ремесел) у Екс-ан-Провансі та в 1944 році став журналістом у журналі «Горизонт» (Horizon). Свої статті він підписував псевдонімом Анрі Верней.
У 1947 році відбулася його перша зустріч з Фернанделем. Уже відомий актор погодився працювати з невідомим режисером у короткометражному фільмі «Зупинка на сонці» (Escale au soleil).
1949 року він зробив кілька короткометражних фільмів у Парижі, де його прийняли на роботу як другого режисера.

### Початок кінокар'єри
Його першим повнометражним фільмом був «La Table aux crevés», у якому знову грав Фернандель. До 1955 року з цим актором були створені такі фільми: «Заборонений плід» (Le Fruit défendu, 1952), «Три тузи» (Brelan d'as, 1952) з участю Мішеля Симона, «Пекар з Вальорґу» (Le Boulanger de Valorgue, 1953), «Карнавал» (Carnaval, 1953), «Ворог суспільства № 1» (1953) та «Баран з п'ятьма ногами» (Le Mouton à cinq pattes, 1954).

### Міжнародне визнання
1959 року з Фернанделем, він зняв фільм «Корова і в'язень», який мав успіх у всьому світі. У 1961 році кіностудія Metro-Goldwyn-Mayer замовила трьом митцям — режисерові Анрі Вернею, сценаристові Мішелю Одіару та акторові Жанові Габену три фільми: «Президент» і «Мавпа взимку» з Жаном-Полем Бельмондо в 1962 році) та «Мелодія з підвалу» з Аленом Делоном у 1963 році. Останній фільм завоював для Вернея репутацію кінорежисера міжнародного рівня.
Попри критику Нової хвилі (Nouvelle Vague) він здобуває статус, що дає йому можливість працювати з зірками міжнародного рівня. Успішними були його фільми «Сто тисяч доларів на сонці» (Cent mille dollars au soleil, 1964) з участю Жана-Поля Бельмондо, Ліно Вентурою та Бернаром Бліє, «Вихідні на березі океану» (Week-end à Zuydcoote, 1964) з Жаном-Полем Бельмондо.
Після переїзду Анрі Вернея до США виходять два його фільми з участю Ентоні Квіна — «25-а година» (La Vingt-cinquième heure, 1965) та «Битва біля Сан-Себастьяна»
(La Bataille de San Sebastian, 1968).

## Фільмографія
- 1952 — «Заборонений плід» (Le Fruit défendu)
- 1952 — «Три тузи» (Brelan d'as)
- 1953 — «Ворог суспільства № 1» (L'Ennemi public nº 1)
- 1953 — «Пекар з Вальорґу» (Le Boulanger de Valorgue)
- 1953 — «Карнавал» (Carnaval)
- 1954 — «Баран з п'ятьма ногами» (Le Mouton à cinq pattes)
- 1955 — «Коханці Тагусу» (Les Amants du Tage)
- 1956 — «Незначні люди» (Des gens sans importance)
- 1956 — «Париж, Палас готель» (Paris, Palace Hôtel)
- 1957 — «Жебрак і красуня» (Une manche et la belle)
- 1958 — «Максим» (Maxime)
- 1959 — «Великий шеф» (Le Grand Chef)
- 1959 — «Корова і в'язень» (La Vache et le Prisonnier)
- 1960 — «Нічна афера» (L'Affaire d'une nuit)
- 1961 — «Президент» (Le Président)
- 1961 — «Льви на свободі» (Les lions sont lâchés)
- 1962 — «Мавпа взимку» (Un singe en hiver)
- 1963 — «Мелодія з підвалу» (Mélodie en sous-sol)
- 1964 — «Вихідні на березі океану» (Week-end à Zuydcoote)
- 1968 — «Битва за Сан-Себастьян»[fr] (La Bataille de San Sebastian)
- 1969 — «Сицилійський клан» (Le Clan des Siciliens)
- 1984 — «Авантюристи» (Les morfalous)
- 1971 — «Зломники» (Le Casse)
- 1973 — «Змій» (Le Serpent)
- 1975 — «Страх над містом» (Peur sur la ville)
- 1976 — «Труп мого ворога» (Le Corps de mon ennemi)
- 1979 — «І… як Ікар» (I… comme Icare)
- 1982 — «Тисяча мільярдів доларів» (Mille milliards de dollars)
- 1991 — «Мама» ( Mayrig )
- 1992 — «Вулиця Раю, будинок 588» ( 588, rue Paradis )

## Пам'ять
У 2020 році Центральний банк Вірменії випустив пам'ятну монету вартістю 100 драм на честь 100-річчя від дня народження письменника.